# Marta Kania
Marta Alicja Kania – polska archeolożka i politolożka, doktor habilitowana nauk społecznych, adiunkt w Instytucie Amerykanistyki i Studiów Polonijnych Uniwersytetu Jagiellońskiego.

## Kariera naukowa
27 czerwca 2008 r. uzyskała na Wydziale Historycznym UJ stopień doktora nauk humanistycznych w dyscyplinie archeologii na podstawie pracy Archeologia i nacjonalizm w Peru w I połowie XX wieku, której promotorem był Adam Walaszek. 26 kwietnia 2022 r. uzyskała na Wydziale Studiów Międzynarodowych i Politycznych UJ stopień doktora habilitowanego nauk społecznych w dyscyplinie nauk o polityce i administracji na podstawie dorobku naukowego i rozprawy Polityka wobec dziedzictwa prekolumbijskiego na terenie Peru w XIX-XXI wieku: nacjonalizm, monumentalizacja – partycypacja.
W macierzystym instytucie należy do zespołu Zakładu Ameryki Łacińskiej.